# Q36.5 Continental Cycling Team
Q36.5 Continental Cycling Team (Kod UCI: Q3C) – włoska zawodowa grupa kolarska założona w 2016. Znajduje się w dywizji UCI Continental Teams. W latach 2016–2017 miała swoją siedzibę w Południowej Afryce.

## Nazwa grupy w poszczególnych latach
| lata      | nazwa                                       |
| --------- | ------------------------------------------- |
| 2016–2019 | Dimension Data for Qhubeka Continental Team |
| 2020      | NTT Continental Cycling Team                |
| 2021–2022 | Team Qhubeka                                |
| od 2023   | Q36.5 Continental Cycling Team              |

## Sezony

### 2024

#### Skład
| Skład drużyny 2024      | Skład drużyny 2024   | Skład drużyny 2024 | Skład drużyny 2024              |
| Imię i nazwisko         | Data urodzenia       | Państwo            | Poprzednia grupa                |
| ----------------------- | -------------------- | ------------------ | ------------------------------- |
| Mirko Bozzola           | 20 lutego 2004       | Włochy             | Zalf Euromobil Fior (2023)      |
| Cyrill Gätzi            | 7 stycznia 2002      | Szwajcaria         |                                 |
| Guillermo Juan Martinez | 21 listopada 2004    | Kolumbia           | Indeportes Boyacá Avanza (2022) |
| Raffaele Mosca          | 14 października 2003 | Włochy             |                                 |
| Manuel Oioli            | 17 maja 2003         | Włochy             | EOLO-Kometa U23 (2022)          |
| Alessio Portello        | 7 lutego 2002        | Włochy             | Zalf Euromobil Fior (2022)      |
| Tiago Santos            | 31 maja 2005         | Portugalia         |                                 |
| Daniel Schönenberger    | 6 sierpnia 2002      | Szwajcaria         |                                 |
| Travis Stedman          | 15 maja 2002         | Południowa Afryka  |                                 |
| Nahom Zerai             | 13 września 2002     | Erytrea            |                                 |
|                         |                      |                    |                                 |
| Źródło: ProCyclingStats |                      |                    |                                 |

### 2023

#### Skład
| Skład drużyny 2023          | Skład drużyny 2023   | Skład drużyny 2023 | Skład drużyny 2023               |
| Imię i nazwisko             | Data urodzenia       | Państwo            | Poprzednia grupa                 |
| --------------------------- | -------------------- | ------------------ | -------------------------------- |
| Hamza Amari                 | 10 lutego 2002       | Algieria           | Mouloudia Club of Algiers (2022) |
| Ephrem Ghebrehiwet          | 16 lutego 2002       | Erytrea            |                                  |
| Milkias Kudus               | 26 sierpnia 2003     | Erytrea            |                                  |
| Guillermo Juan Martinez     | 21 listopada 2004    | Kolumbia           | Indeportes Boyacá Avanza (2022)  |
| Héctor Ferney Molina        | 5 stycznia 2003      | Kolumbia           |                                  |
| Raffaele Mosca              | 14 października 2003 | Włochy             |                                  |
| Manuel Oioli                | 17 maja 2003         | Włochy             | EOLO-Kometa U23 (2022)           |
| Alessio Portello            | 7 lutego 2002        | Włochy             | Zalf Euromobil Fior (2022)       |
| Edoardo Sandri              | 1 sierpnia 2001      | Włochy             | Cycling Team Friuli ASD (2022)   |
| Travis Stedman              | 15 maja 2002         | Południowa Afryka  |                                  |
| Nahom Zerai                 | 13 września 2002     | Erytrea            |                                  |
| Dario Lillo (30 mar–31 gru) | 17 kwietnia 2002     | Szwajcaria         |                                  |
|                             |                      |                    |                                  |
| Źródło: ProCyclingStats     |                      |                    |                                  |

#### Zwycięstwa
| Zwycięstwa | Zwycięstwa                                     | Zwycięstwa        | Zwycięstwa | Zwycięstwa     | Zwycięstwa |
| Data       | Wyścig                                         | Państwo           | Kategoria  | Zwycięzca      |            |
| ---------- | ---------------------------------------------- | ----------------- | ---------- | -------------- | ---------- |
| 12 lut     | Mistrzostwa Afryki Południowej – start wspólny | Południowa Afryka | CN         | Travis Stedman |            |